# Chintila nyugati gót király
Chintila, más írásmóddal Kindila (606 – 639. december 20.) nyugati gót király 636-tól haláláig.
Uralkodása alatt az egyház befolyása még inkább előtérbe lépett, ekkor tartották az ötödik és hatodik toledói zsinatot.